# Psilaspilates striolata
Psilaspilates striolata là một loài bướm đêm trong họ Geometridae.